# 巴氏大熊貓
巴氏大熊貓（Ailuropoda melanoleuca baconi），又譯包氏大熊貓，又名大熊貓巴氏亞種，是大熊貓已滅絕的亞種，分佈於更新世的中國、緬甸及越南北部。

## 特徵
巴氏大熊貓較現今的大熊貓大及粗壯，長約2米。牠們的頭顱骨粗而且短，鼻端較短。牠的四肢粗壯，趾上有爪。牙齒較現今的大熊貓大，咀嚼面則較為複雜。

## 演化
巴氏大熊貓分佈在更新世早期至中期的中國、緬甸及越南北部。巴氏大熊貓很可能是現今大熊貓的祖先，並由始熊貓演化成的小種大熊貓衍生而來。

## 人类食物
人类史前遗址考古发现，原始人类常食用巴氏大熊猫。